# Ken Arnold
Ken Arnold   (13 de juny de 1958) Kenneth Cutts Richard Cabot Arnold és un programador d'ordinador estatunidenc conegut com un dels desenvolupadors del videojoc Rogue, per les seves contribucions a la distribució original de Berkeley (BSD) d'Unix, pels seus llibres i articles sobre C i C++ (per exemple la seva columna d'UNIX Review de 1980 i 1990, "The C Adviser"), i el seu treball d'alt perfil en la plataforma Java.

## Biografia
Arnold va assistir a la Universitat de Califòrnia a Berkeley, després d'haver treballat en els laboratoris de computació del Laboratori Nacional Lawrence de Berkeley durant un any, rebent el seu A.B. en ciències de la computació l'any 1985. A Berkeley, va ser president del Berkeley Computer Club i de la Computer Science Undergraduates Association, i va fer moltes contribucions a les distribucions Berkeley Unix de 2BSD y 4BSD, que inclouen:
- curses i termcap: una biblioteca independent del maquinari per controlar el moviment del cursor, l'edició de la pantalla i la creació de la finestra en terminals de visualització ASCII, basats en el termcap (basat en el codi de control de la pantalla vi de Bill Joy). Curses va ser una biblioteca d'exhibició emblemàtica que va permetre que una gran quantitat d'aplicacions noves creessin interfícies d'usuari de pantalla completa que eren portàtils entre diferents marques de terminal de pantalla.[2][3]
- Rogue: Arnold, Michael Toy i Glenn Wichman van coescriure Rogue, un videojoc de rol a pantalla completa que presentava una visió aleshores nova del "calabós" des de dalt (en comptes de fer-ho a través d'una descripció textual com en l'antic Zork i Adventure). Va generar tot un gènere de jocs "roguelike".[4]
- fortune: un programa de galetes de la fortuna. Encara que el programa de visualització de cites d'Arnold no va ser el primer de la història, ja que l'estàndard BSD es va convertir en el més emprat, i la seva base de dades de cites va ser voluminosa. També va estandarditzar un format de fitxer de text pla que estava filosòficament alineat amb Unix i, per tant, es va fer extensiu tant per a altres programes de fortune com per a propòsits no relacionats amb la fortuna.[5]
- Altres jocs BSD Unix: Cribbage, Hangman, Hunt, 1.000 Kilòmetres, Monopoly, robots.
- Ctags: un generador d'enllaços d'hipertext per a propòsits especials molt primerenc que bàsicament va convertir l'editor vi en un IDE. Va indexar els objectes del programa (com ara funcions) de manera que un usuari de vi (o un clon com vim) podria navegar a una definició d'objecte o funció des de qualsevol instància del nom de l'objecte en un altre lloc del codi font.

A més, Arnold va servir com a membre del senat estudiantil i com a president.

## Treball posterior
Arnold va formar part de l'equip de Hewlett-Packard que va dissenyar CORBA. També va treballar per l'Apollo Computer; com a programador gràfics moleculars en el Computer Graphics Lab a la U.C. San Francisco; i com a membre de l'UNIX Review Software Review Board

## A Sun Microsystems
Arnold va treballar com a enginyer sènior a Sol Microsystems Laboratoris, en les àrees d'objecte-implementació i disseny orientat, C, C++, Java, i informàtica distribuïda. Sigui un dels arquitectes del Jini tecnologia, el principal implementer de Sol JavaSpaces tecnologia (quin va implementar tuple espais en el Java plataforma), i treballat amb Jim Waldo en Invocació de Mètode Remot i objecte serialization.